# Përrenjas
Përrenjas – miasto w Albanii, w obwodzie Elbasan. W 2011 roku liczyło 5 847 mieszkańców.